# Isosaari (ö i Finland, Mellersta Finland, Keuruu, lat 62,28, long 24,72)
Isosaari är en ö i Finland. Den ligger i sjön Keurusselkä och i kommunen Keuru i den ekonomiska regionen  Keuru ekonomiska region  och landskapet Mellersta Finland, i den södra delen av landet, 230 km norr om huvudstaden Helsingfors. Öns area är 5,2 hektar och dess största längd är 400 meter i nord-sydlig riktning.